# Alfonso Manosalva Flórez
Alfonso Manosalva Flórez (Bucaramanga 1943 - Medellín 20 de abril de 1997) fue un militar colombiano. General del Ejército Nacional de Colombia.

## Biografía
Nació en Bucaramanga. Egresó de la Escuela Militar de Cadetes en 1963, con el grado de subteniente.
Se desempeñó como comandante del Batallón Guardia Presidencial en Bogotá, del Batallón de Infantería Luciano D Luyer en el Magdalena Medio, de la Décima Brigada y del Comando Operativo Número Uno en Urabá. Fue Comandante de la Cuarta Brigada del Ejército Nacional, desde 1995 hasta su muerte.
Recibió las medallas al mérito militar Antonio Nariño y José María Córdova, entre otras.
Casado con Nubia Trillos, tuvo tres hijas: Liliana María, Adriana y Sandra Lucía.
Falleció en la  Clínica Las Américas de Medellín.
Fue señalado por los paramilitares Raúl Emilio Hasbún Mendoza, Ramón Isaza de colaborar con el paramilitarismo.Además ha sido señalado por el paramilitar Salvatore Mancuso de organizar la masacre de El Aro en 1997.Ha sido vinculado también a la masacre de La Granja en 1996.

## Homenajes
El Batallón de Infantería No.12 BG Alfonso Manosalva Flórez en Chocó.